# Jacob Sigisbert Adam
Pour les articles homonymes, voir Adam (homonymie).
Jacob Sigisbert Adam, né le 28 octobre 1670 à Nancy, et mort dans la même ville le 6 mai 1747, est un sculpteur lorrain.

## Biographie
Jacob Sigisbert Adam est le fils de Lambert Adam (1640-1721), fondeur, et de sa femme, Anne Fery (ou Ferry) (1645-1725), dite Dauphine, frère de Nicolas François Adam (1682-1759), avocat à la Cour.
Il réalisa probablement son apprentissage dans les années 1680 auprès du sculpteur César Bagard avant de s’installer à Metz où il aurait passé douze ans. Il épousa Sébastienne Le Léal le 23 juin 1699 en l’église de Tomblaine. 
Alors que les traités de Ryswick mettaient fin à l’occupation française des duchés de Lorraine et de Bar, le duc Léopold fit son entrée solennelle à Nancy le 10 novembre 1698. Jacob Sigisbert Adam contribua à diffuser l’image de la famille régnante par la réalisation de petits bustes représentant le duc Léopold, sa femme Élisabeth Charlotte d’Orléans, et son père le duc Charles V de Lorraine.
Ses premières œuvres documentées furent destinées à l’hôtel de ville de Nancy. A l’occasion des festins offerts par les édiles municipaux au couple ducal lors des dimanches des Brandons de 1701, 1702 et 1715, il exécuta des petites sculptures, probablement en terre cuite, destinées à orner la table du banquet. Sans doute lui permirent-elles d’être remarqué par le couple ducal qui lui commanda des crèches monumentales appelées « Bethléem » pour les appartements des petits princes lorrains. Sa seule production monumentale documentée est le groupe d’enfants et d’animaux en plomb pour le bassin du nouveau parterre de fleurs du château de Lunéville, dont la commande fut passée en 1715.  
En 1718, Jacob Sigisbert Adam orna la façade de sa maison, située à l’actuel n°57 rue des Dominicains à Nancy, d’un ensemble sculpté symbolisant sa profession et sa réussite. Elle représente notamment les Quatre parties du monde, les arts et les dieux de la mythologie.
La fin de carrière de l’artiste est méconnue. Il se serait installé à Paris chez son fils Lambert Sigisbert dans les années 1730, soit après le retour de celui-ci de Rome en 1733, soit après la mort de sa femme en 1736. Néanmoins, Jacob Sigisbert Adam passa ses dernières années à Nancy où il décéda à l’âge de soixante-dix-sept ans. Il fut enterré le 7 mai 1747 dans le caveau familial des Minimes de Nancy.

## Œuvres
Les archives permettent aujourd’hui de lister seulement dix commandes reçues par Jacob Sigisbert Adam mais celles-ci ne concernent que des œuvres aujourd’hui disparues. Depuis le XIXe siècle, près d’une centaine de terres cuites de petites dimensions lui ont été trop généreusement attribuées. À partir de ce corpus préexistant, l’exposition « Les Adam. La sculpture en héritage » organisée en 2021 par le palais des ducs de Lorraine-Musée lorrain a permis certaines désattributions mais aussi l’identification de nouvelles œuvres, principalement grâce à l’étude iconographique et stylistique de la façade de la maison Adam, seule œuvre pouvant être attribuée avec certitude au sculpteur.
- Façade de la maison Adam, 57 rue des Dominicains, Nancy, 1718, pierre[3].
- Putto militaire portant un drapeau, 1er quart du XVIIIe siècle, terre cuite, 20 x 13 x 5 cm, Nancy, Palais des ducs de Lorraine – Musée lorrain[3].
- Putti militaires autour d’un médaillon d’empereur, 1er quart du XVIIIe siècle, terre cuite, 20 x 26 x 5 cm, Nancy, Palais des ducs de Lorraine – Musée Lorrain[3].
- Putti avec médaillon d’empereur, 1er quart du XVIIIe siècle terre cuite, non localisé[3].
- Putti s’armant autour d’un trophée d’armes antiques, 1er quart du XVIIIe siècle, terre cuite, 19 x 31,5 x 5,5 cm, collection particulière[3].
- Putto jouant du tambour devant un trophée d’armes et un autel, 1er quart du XVIIIe siècle, terre cuite, 19,5 x 25,5 x 6,5 cm, collection particulière[3].
- Putti militaires jouant de la musique, 1er quart du XVIIIe siècle, terre cuite, 19,5 x 45,5 x 8 cm, collection particulière[3].
- Putti militaires, 1er quart du XVIIIe siècle, terre cuite, non localisé[3].
- Trophée d’armes antiques, 1er quart du XVIIIe siècle, terre cuite, 27,5 x 24 x 4 cm, Nancy, Palais des ducs de Lorraine - Musée lorrain[3].
- Captif devant un trophée d’arme, 1er quart du XVIIIe siècle, terre cuite, H. 47,5 cm, non localisé[3].
- Captif devant un trophée d’arme, 1er quart du XVIIIe siècle, terre cuite, H. 49,5 cm, non localisé[3].
- Charles V de Lorraine terrassant un Turc, vers 1700, terre cuite, 34 x 14 x 10 cm, collection particulière[3].
- Cavalier à l’antique, 1er quart du XVIIIe siècle, terre cuite, H.30,5 cm, Indianapolis, Indianapolis Museum of Art[3].
- Cavalier oriental, 1er quart du XVIIIe siècle, terre cuite, H.30,5 cm, Indianapolis, Indianapolis Museum of Art[3].
- Léopold de Lorraine, vers 1720, terre cuite, 58 x 41 x 19 cm, Nancy, Palais des ducs de Lorraine - Musée lorrain[3].
- Minerve ou L’Europe, 1er quart du XVIIIe siècle, terre cuite recouverte d’une platine imitant le bronze, 23 x 9 x 6 cm, Nancy, Palais des ducs de Lorraine - Musée lorrain[3].
- Cérès, 1er quart du XVIIIe siècle, terre cuite, 27 x 17 x 8 cm, Nancy, Palais des ducs de Lorraine - Musée lorrain[3].

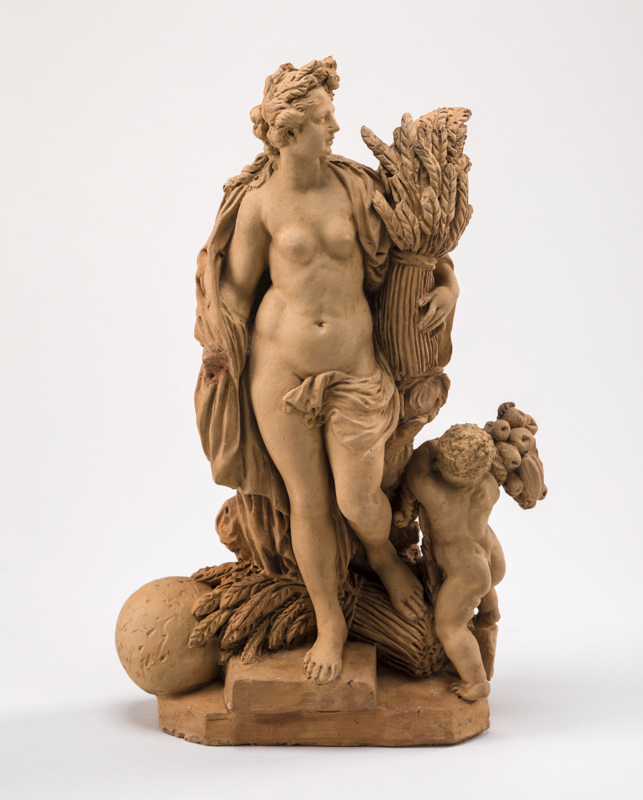
Cérès, 1er quart du XVIIIe siècle, Nancy, Palais des ducs de Lorraine - Musée lorrain
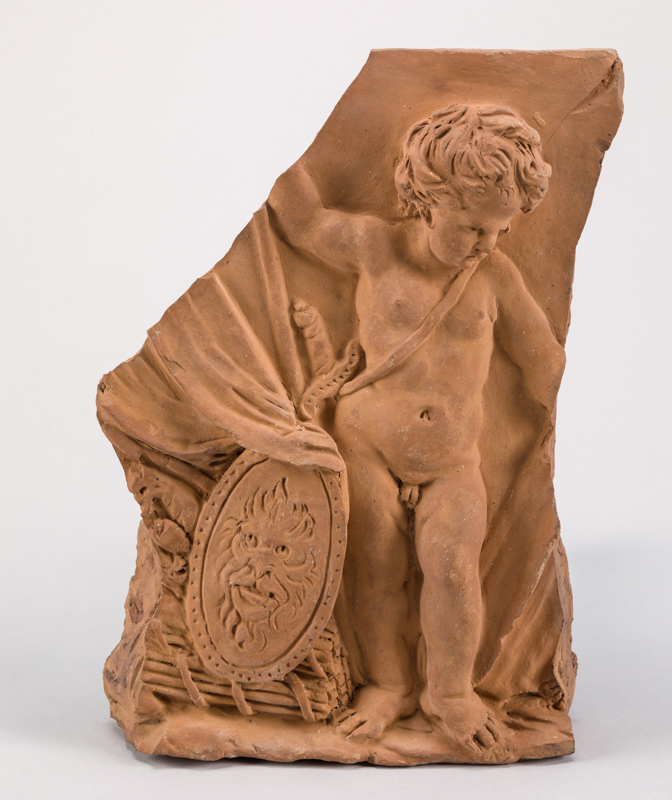
Putto militaire portant un drapeau, 1er quart du XVIIIe siècle, Nancy, Palais des ducs de Lorraine – Musée lorrain
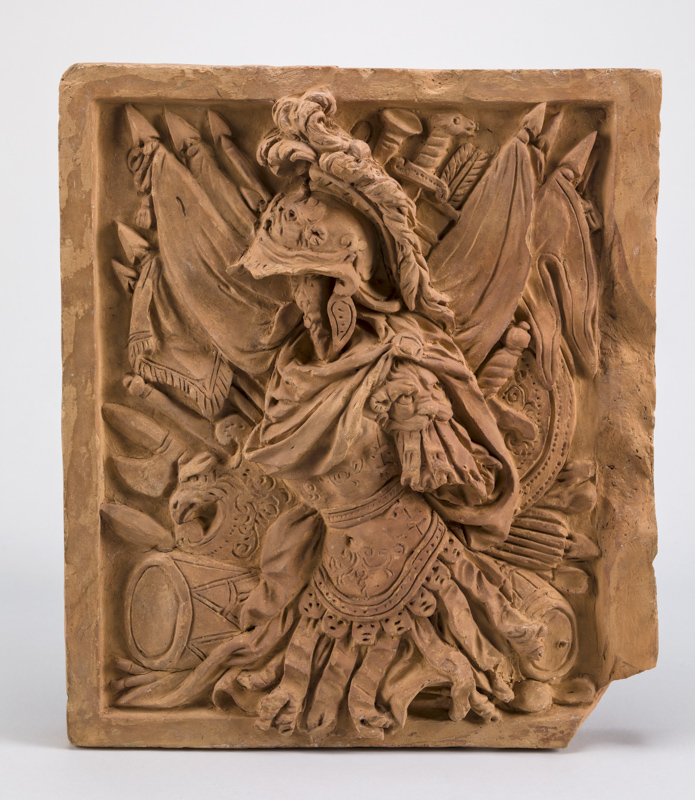
Trophée d’armes antiques, 1er quart du XVIIIe siècle, Nancy, Palais des ducs de Lorraine- Musée lorrain
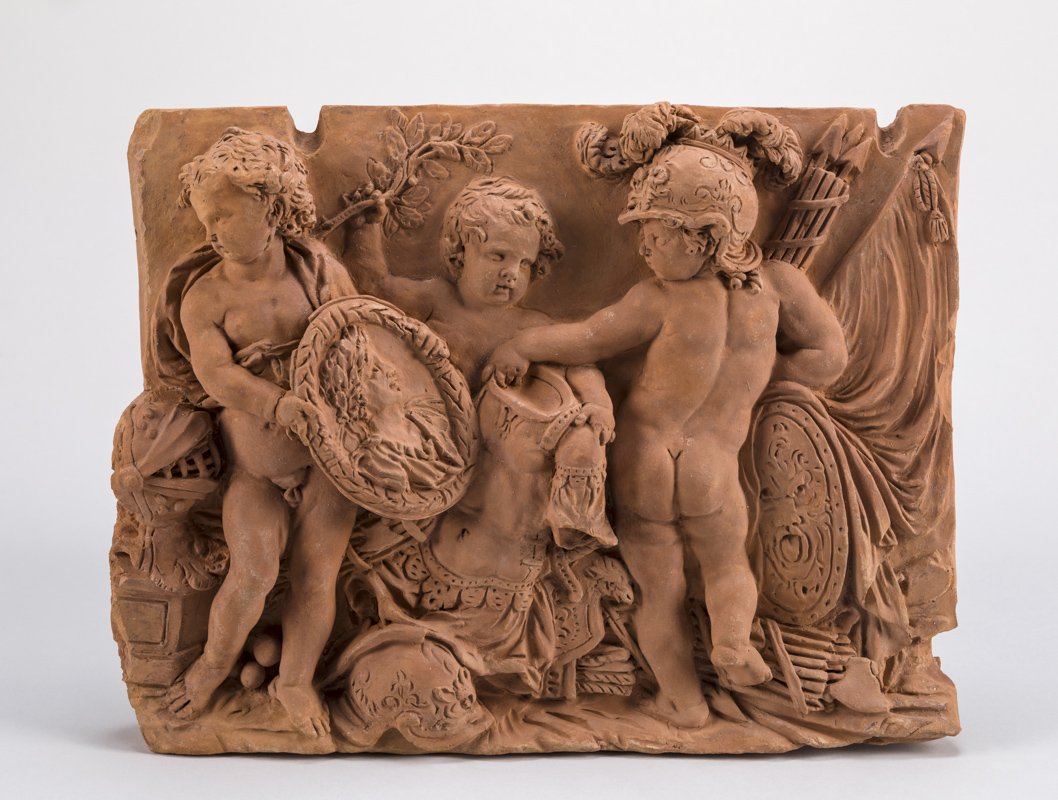
Putti militaires autour d’un médaillon d’empereur, 1er quart du XVIIIe siècle, Nancy, Palais des ducs de Lorraine – Musée Lorrain
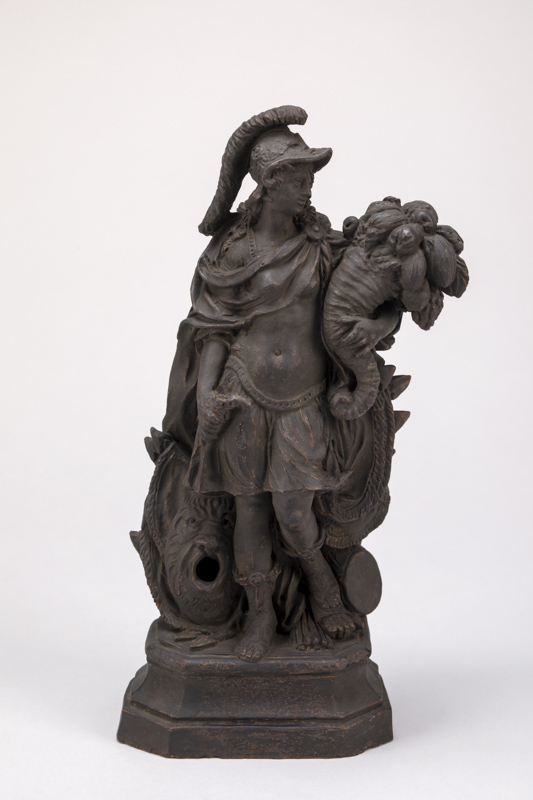
Minerve ou L’Europe, 1er quart du XVIIIe siècle, Nancy, Palais des ducs de Lorraine - Musée lorrain
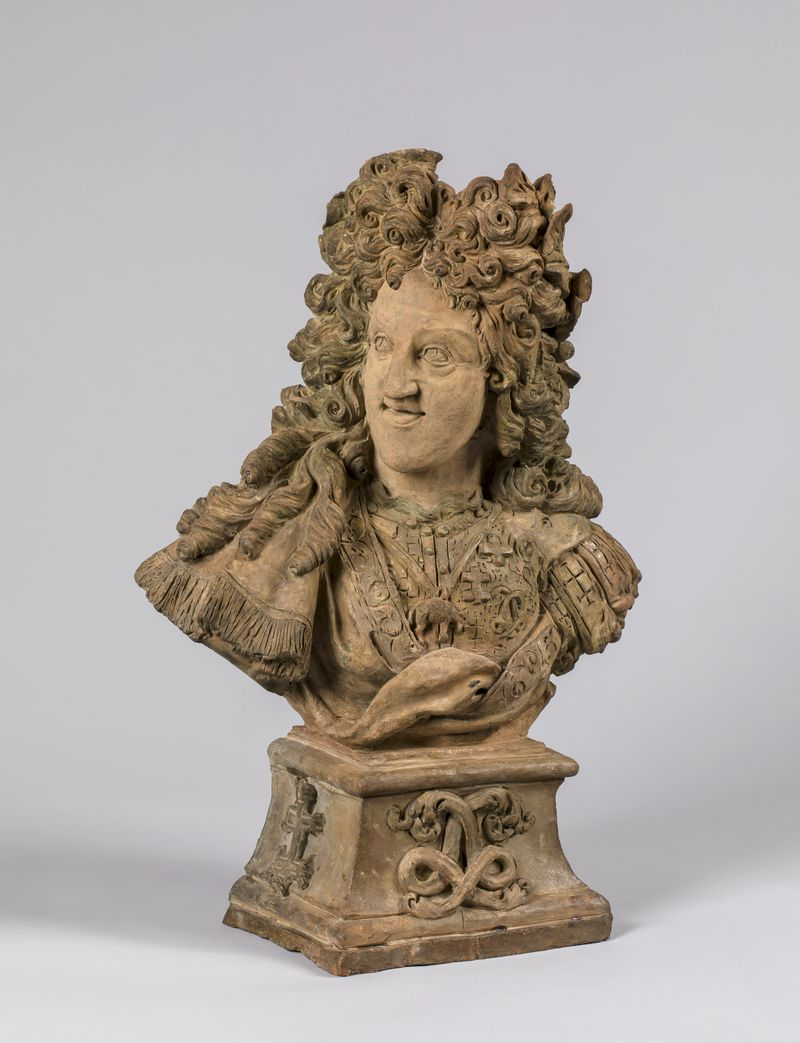
Léopold de Lorraine, vers 1720, Nancy, Palais des ducs de Lorraine - Musée lorrain

### Atelier
- L’Empereur Léopold Ier de Habsbourg, vers 1700, terre cuite, 25 x 23 x 10,5 cm, Nancy, Palais des ducs de Lorraine - Musée lorrain[3].
- Charles V de Lorraine, vers 1700, terre cuite, 19 x 18 x 9,5 cm, Nancy, Palais des ducs de Lorraine - Musée lorrain[3].
- Charles V de Lorraine, vers 1700, terre cuite, 18 x 16 x 8 cm, Nancy, Palais des ducs de Lorraine - Musée lorrain[3].
- Léopold de Lorraine, vers 1700, terre cuite, 28 x 26,5 x 15 cm, Nancy, Palais des ducs de Lorraine - Musée lorrain[3].
- Léopold de Lorraine, vers 1700, terre cuite avec restes d’une patine couleur bronze, 17,5 x 15 x 7,5 cm, Nancy, Palais des ducs de Lorraine - Musée lorrain[3].
- Léopold de Lorraine, vers 1700, terre cuite, 30 x 20 x 8 cm, Nancy, Palais des ducs de Lorraine - Musée lorrain[3].
- Elisabeth Charlotte d’Orléans, vers 1700, terre cuite, 20 x 16 x 10 cm, Nancy, Palais des ducs de Lorraine - Musée lorrain[3].
- Jacob Sigisbert Adam et atelier ou d’après, Louis XIV et Louis, Grand Dauphin de France, XVIIIe siècle (?), terres cuites, H. 40 cm, non localisés[3].
- Marie Thérèse d’Autriche, XVIIIe siècle, terre cuite, H. 37 cm, non localisé[3].
- Achille, 1er quart du XVIIIe siècle, terre cuite, 27 x 18 x 10 cm, Remiremont, musée Charles-Friry[3].
- Hector et Achille, 1er quart du XVIIIe siècle, terre cuite, 17 cm, non localisés[3].
- Buste d’Alexandre le Grand, 1er quart du XVIIIe siècle, terre cuite, non localisé[3].

### Attributions supposées
- Saint Joseph béni par l’Enfant Jésus, 1er quart du XVIIIe siècle, terre cuite, 140 x 90 x 64 cm, Nancy, Musée des Beaux-Arts[3].
- Saint Joseph et l’Enfant Jésus, vers 1716, terre cuite, restitutions en plâtre, 146 x 89 x 55 cm, Nancy, église Saint-Sébastien[3].
- Le Christ, 1er quart du XVIIIe siècle, terre cuite, 27 x 10 x 6 cm, Nancy, Palais des ducs de Lorraine - Musée lorrain[3].
- Saint Jean, 1er quart du XVIIIe siècle, terre cuite, 26 x 10 x 6 cm, Nancy, Palais des ducs de Lorraine - Musée lorrain[3].
- Saint Matthieu, 1er quart du XVIIIe siècle, terre cuite, 26 x 10 x 6 cm, Nancy, Palais des ducs de Lorraine - Musée lorrain[3].
- Saint Luc, 1er quart du XVIIIe siècle, terre cuite, 26 x 10 x 6 cm, Nancy, Palais des ducs de Lorraine - Musée lorrain[3].
- Les Quatre Evangélistes, 1er quart du XVIIIe siècle, non localisés[3].
- Saint Jean, 1er quart du XVIIIe siècle, terre cuite, 36 x 15 x 8 cm, Nancy, Palais des ducs de Lorraine - Musée lorrain[3].
- Saint Matthieu, 1er quart du XVIIIe siècle, terre cuite, 36 x 15 x 8 cm, Nancy, Palais des ducs de Lorraine - Musée lorrain[3].

## Descendance
Ses trois fils Lambert Sigisbert, Nicolas Sébastien et François Gaspard Adam devinrent tous sculpteurs.
Par sa fille Anne, qui épousa le sculpteur messin Thomas Michel, Jacob Sigisbert Adam fut le grand-père de Sigisbert François, Pierre Joseph et Claude Michel, dit Clodion.